# 하람
하람(아랍어: حرام 하람[*], 중국어: 哈拉姆 하라무[*])은 막연한 의미로 신성한 상태, 속된 것과 구별하여 강조되며 동시에 금기를 의미한다. 부정의 측면뿐만 아니라 부정함이 없는 정결의 측면을 동시에 일컫는 영역이다.
어떤 것이 알라와 밀접하게 연관될 때에 그것은 하람으로 되며, 이와 반대로 그것에 명백히 반하는 경우에도 하람이 된다. 그 신성성은 전염의 힘을 가지며 하람과의 접촉은 위험을 불러들이는 것으로 되어 있다. 일단 하람과 접촉한 후 일상 생활에 되돌아가려고 할 때에는 그 위험한 힘을 떨어버리지 않으면 안된다.
이러한 관념으로 말미암아 처음에 아랍인은 '카바'를 순례할 때에 알몸으로 하였다. 옷을 입으면 성지의 위험한 힘이 몸에 충만하게 되어 일상 생활을 하는 데 도움이 되지 않기 때문이라고 하였다. 이리하여 당시의 순례자들은 성지 메카에 사는 주민들로부터 옷을 빌려 입고 참배를 하였다. 하람은 메카와 그 부근의 순례지를 중심으로 하는 성역을 뜻하는 외에 신성한 시간으로서 신성 월과 신성한 일시가 있다. 샤리아의 개념으로는 하람은 명백히 금지 사항이며 이에 반대되는 개념은 '할랄', 즉 적법 사항이다. 이슬람 교도에게 돼지고기는 하람에 저촉된다. 하람의 어근에서 파생된 이흐람(إِحْرَام)은 순례자가 입는 흰 옷을 말한다.

## 영역
이슬람에선 인간을 창조한 알라 만이 의무와 책임을 부과할 수 있다고 보며 이는 절대적인 것으로 인간이 거역하거나 의문을 품을 수 없다고 믿는다. 이슬람은 이런 알라가 인간에게 해로운 것을 하람으로 정했다고 본다. 이에 대해 어떤 사항이 왜 하람인지 의문을 갖고 아는 것을 허용하지 않는다. 이는 전지전능하고 지혜로운 존재로 간주되는 알라가 미리 해로운 것을 알고 인간에게 금지시켰기 때문이라고 본다.
이슬람은 하람으로 유도하는 모든 수단을 금지한다. 이슬람에서 하람의 죄는 하람에 해당되는 것에 물리적으로 개입한 사람에게만 해당되는 것이 아닌 하람을 행하도록 동조하거나 협력한 사람에게도 해당된다고 본다. 또한 할랄을 하람으로 속이거나 하람을 할랄로 속이는 것, 혐오사항인 마크루흐에 지나치게 몰두하거나 빠지는 것 역시 하람으로 본다.

## 같이 보기
- 할랄

## 참고 문헌
- Yusuf, Al-Qardawi (2011년 7월 30일). 《이슬람의 허용과 금기》 1판. 서울: 세창출판사. ISBN 9788984113374. 2017년 8월 23일에 원본 문서에서 보존된 문서. 2017년 5월 22일에 확인함.
- 이 문서에는 다음커뮤니케이션(현 카카오)에서 GFDL 또는 CC-SA 라이선스로 배포한 글로벌 세계대백과사전의 내용을 기초로 작성된 글이 포함되어 있습니다.